# Yumani (Isla del Sol)
Yumani ist eine Ortschaft im Departamento La Paz im Hochland des südamerikanischen Andenstaates Bolivien.

## Lage im Nahraum
Yumani ist der zweitgrößte Ort im Kanton Zampaya im Municipio Copacabana in der Provinz Manco Kapac. Die Ortschaft liegt auf einer Höhe von 3989 m im Titicacasee im zentralen Teil der Isla del Sol, nordwestlich des Cerro Palla Khasa (4065 m).

## Geographie
Yumani liegt auf dem bolivianischen Altiplano zwischen den Anden-Gebirgsketten der Cordillera Occidental im Westen und der Cordillera Central im Osten. Das Klima der Region ist ein typisches Tageszeitenklima, bei dem die mittlere Schwankung der Tagestemperaturen deutlicher ausfällt als die Schwankung der Temperaturen im Jahresverlauf.
Die Jahresdurchschnittstemperatur der Region liegt bei etwa 8 °C (siehe Klimadiagramm Copacabana), die Monatswerte schwanken nur unwesentlich zwischen knapp 6 °C im Juni/Juli und 10 °C im November/Dezember. Der Jahresniederschlag beträgt etwa 700 mm, die Monatsniederschläge liegen zwischen unter 10 mm in den Monaten Juni und Juli und 150 mm im Januar und Februar.

## Verkehrsnetz
Yumani liegt in einer Entfernung von 168 Straßenkilometern nordwestlich von La Paz, der Hauptstadt des gleichnamigen Departamentos.
Von La Paz führt die asphaltierte Nationalstraße Ruta 2 in nordwestlicher Richtung über Huarina nach San Pablo de Tiquina am Titicacasee, dort wird die See-Enge mit Booten überquert. Nach weiteren 40 Kilometern erreicht die Ruta 2 Copacabana. Von hier aus führt über 17 Kilometer eine unbefestigte Landstraße entlang der Küste in nordwestlicher Richtung bis nach Yampupata. Die Entfernung von Yamputa nach Yumani auf der Isla del Sol beträgt vier Kilometer Luftlinie. Auf der Isla del Sol selbst gibt es keinen motorisierten Verkehr.

## Bevölkerung
Die Einwohnerzahl der Ortschaft ist in dem Jahrzehnt zwischen den beiden letzten Volkszählungen leicht angestiegen:
| Jahr | Einwohner         | Quelle       |
| ---- | ----------------- | ------------ |
| 1992 | keine Detaildaten | Volkszählung |
| 2001 | 699               | Volkszählung |
| 2012 | 746               | Volkszählung |
| 2024 |                   | Volkszählung |

Die Region weist einen hohen Anteil an Aymara-Bevölkerung auf, im Municipio Copacabana sprechen 94,3 Prozent der Bevölkerung Aymara.